# مو ابودو

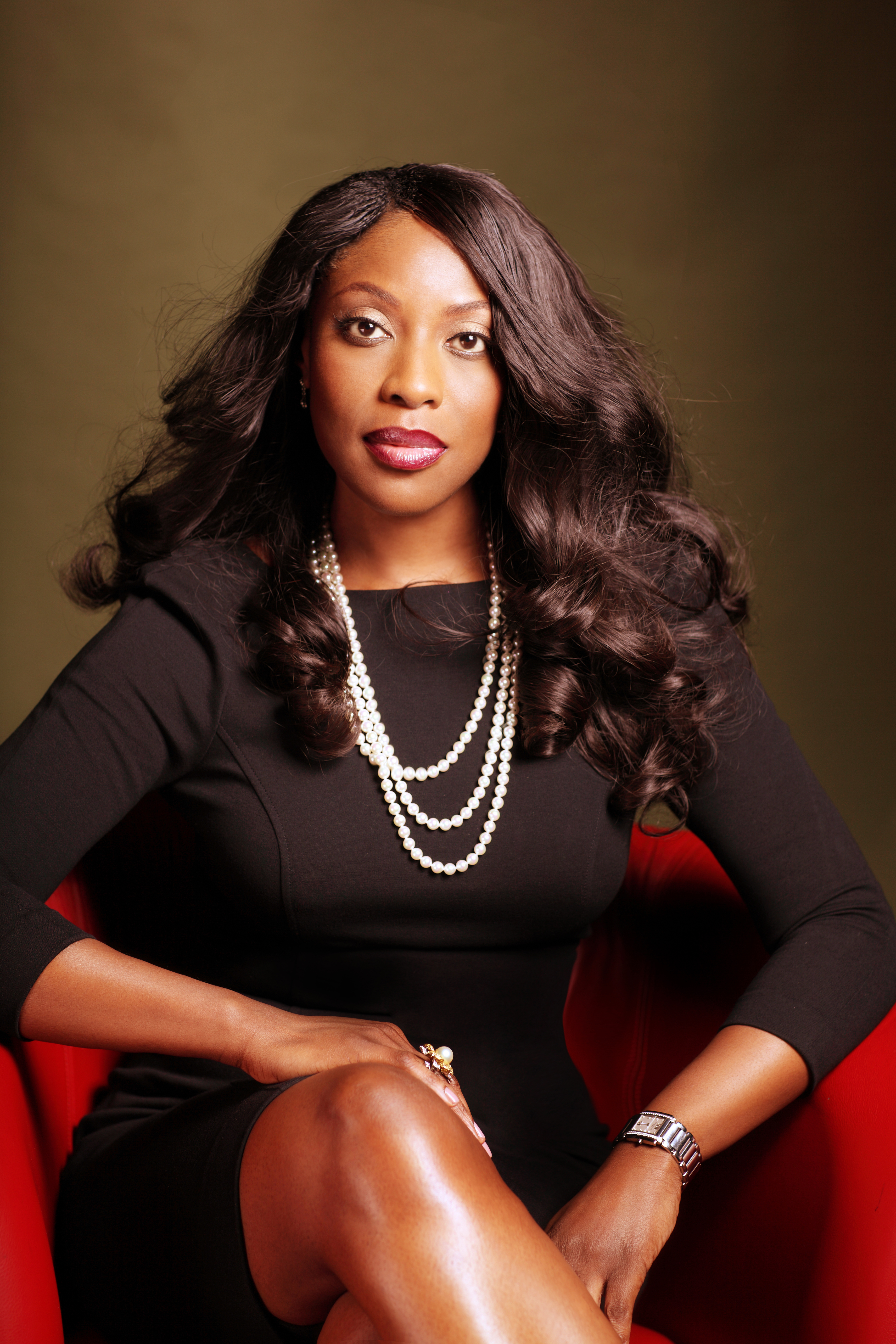

Mosunmola Abudu که به مو ابودو نیز معروف است (متولد ۱۱ سپتامبر ۱۹۶۴) نیکوکار و مشاور سابق مدیریت منابع انسانی است. فوربس او را به عنوان " موفق‌ترین زن آفریقا " توصیف کرده‌است، و توسط هالیوود ریپورتر به عنوان یکی از "۲۵ زن قدرتمند در تلویزیون جهانی " رتبه‌بندی شده‌است.
مو ابودو در همرسمیت در غرب لندن به دنیا آمد. پدرش مهندس بود و در سال ۱۹۷۵ درگذشت. ریشه خانواده مو در شهر اوندو، در جنوب غربی نیجریه است. او بزرگترین خواهر در بین سه خواهر است. مو در ۷ سالگی به نیجریه نقل مکان کرد تا با پدر و مادربزرگش زندگی کند و در ۱۱ سالگی به انگلستان بازگشت.